# Luca Bracali

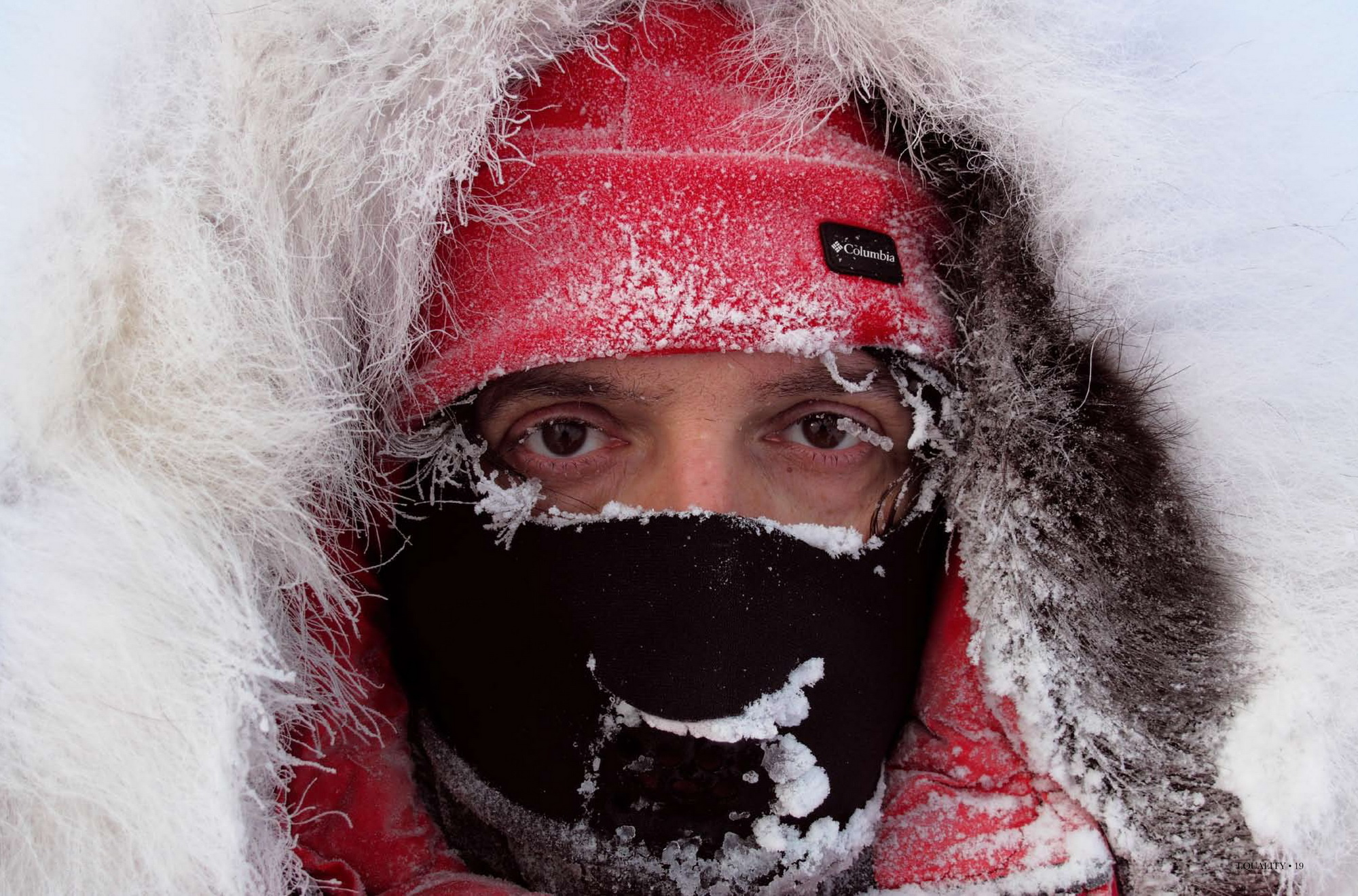
Sosta durante la marcia verso il Polo Nord geografico a -35°.

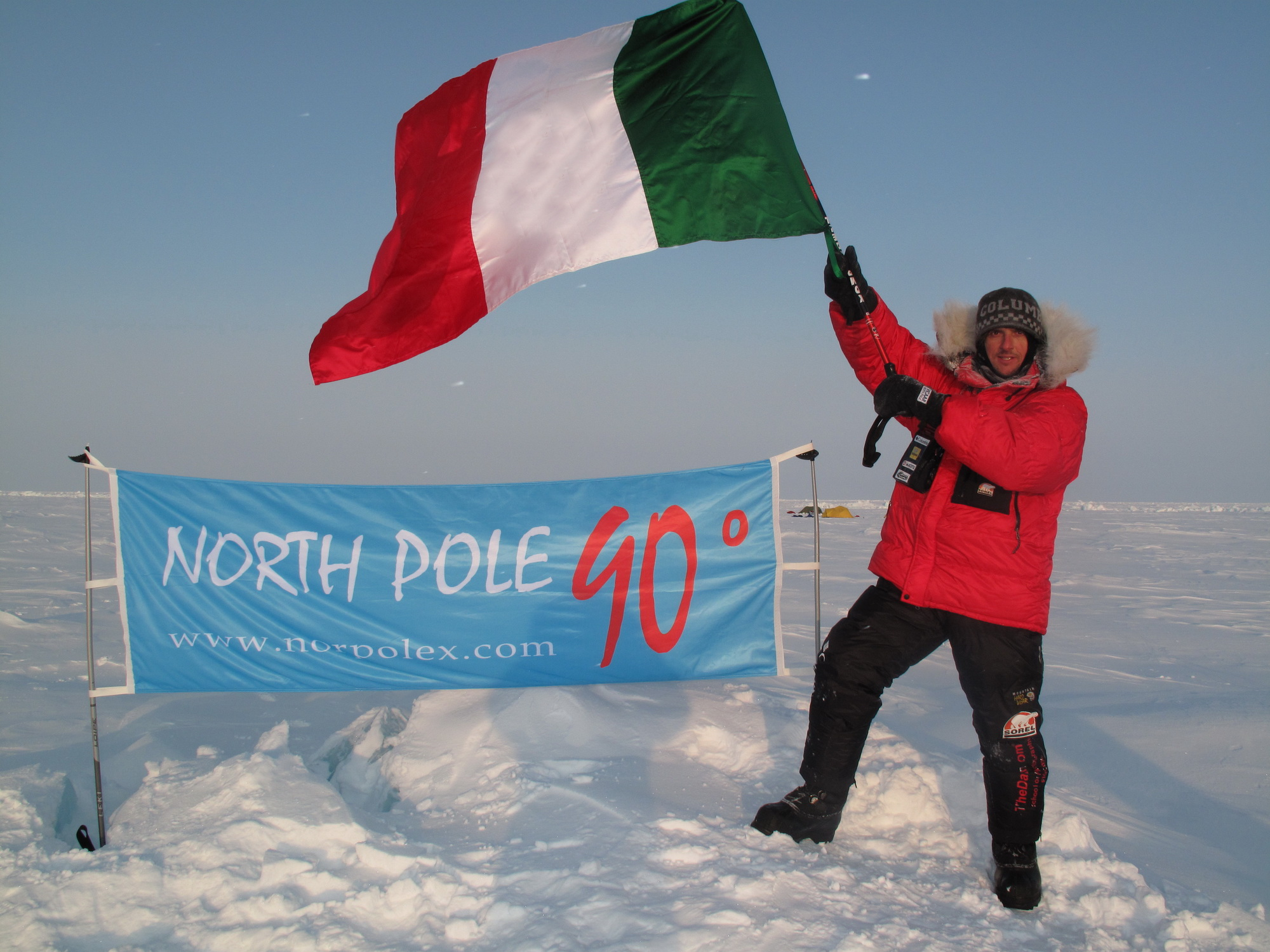
Raggiungimento del Polo Nord geografico, dopo 8 giorni di marcia, al 90º parallelo.

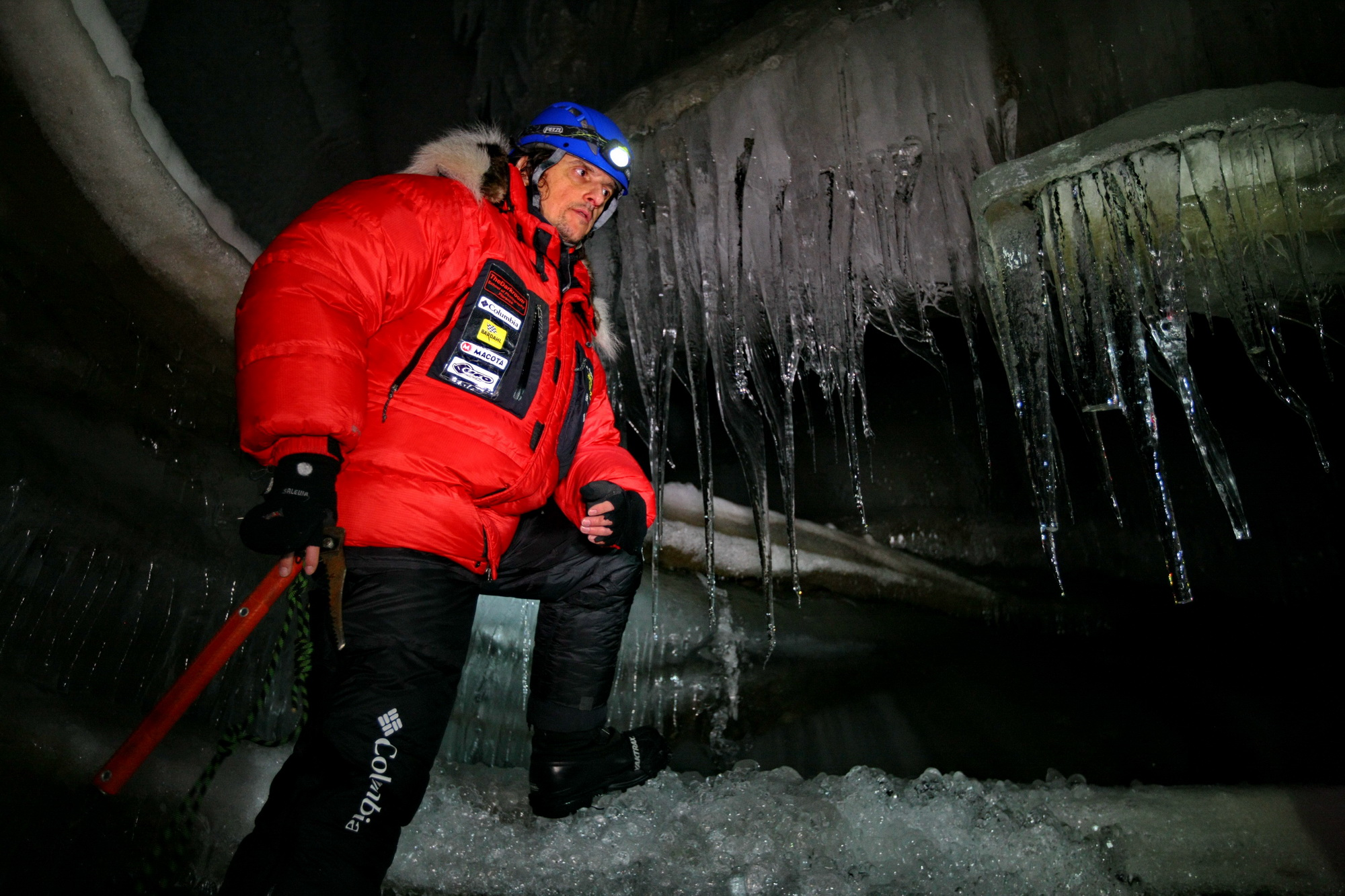
All'interno della grotta di ghiaccio di Bolterdalen, isole Svalbard.

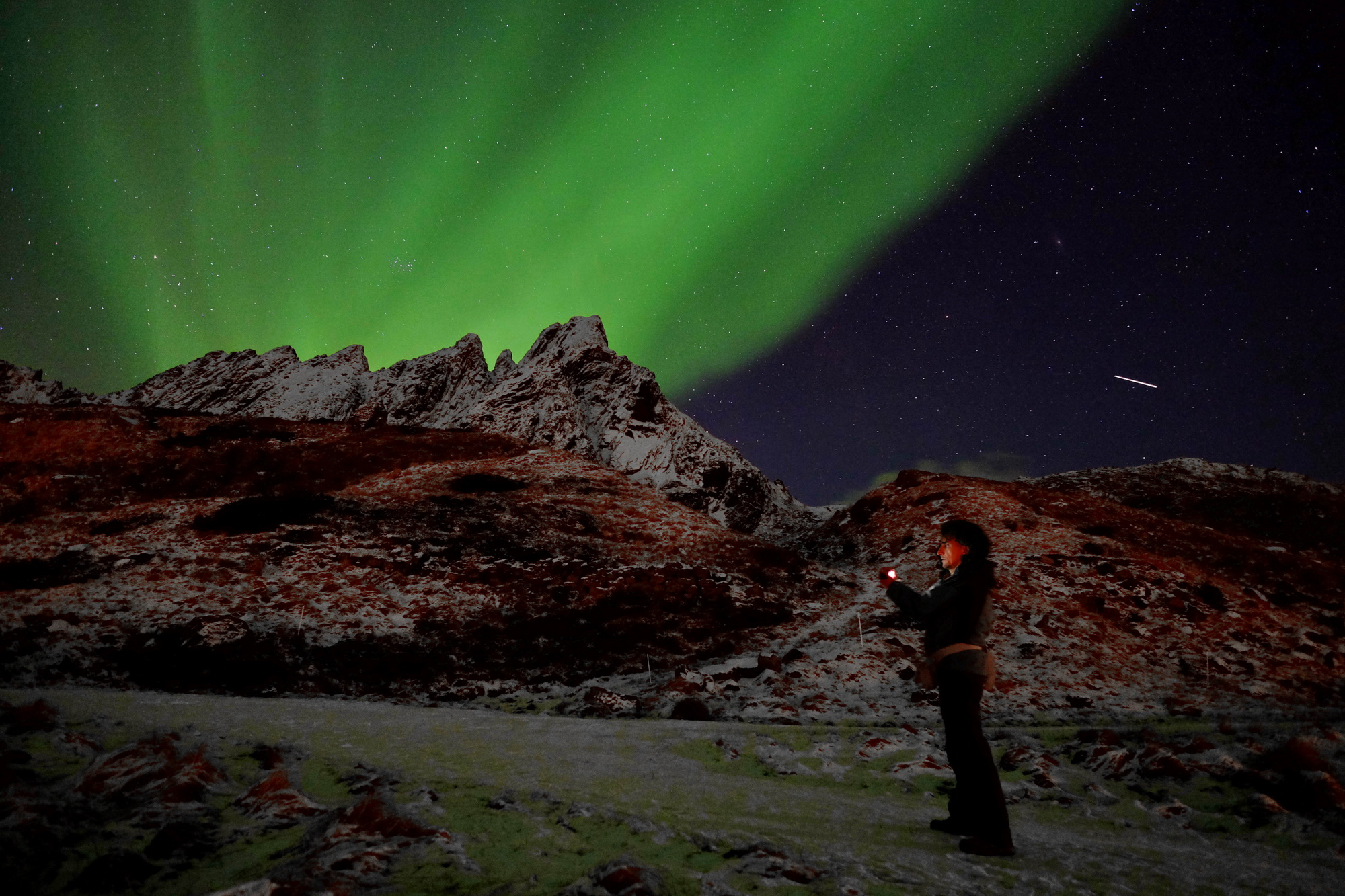
Ballstad, isole Lofoten. Sotto la luce delle aurore boreali

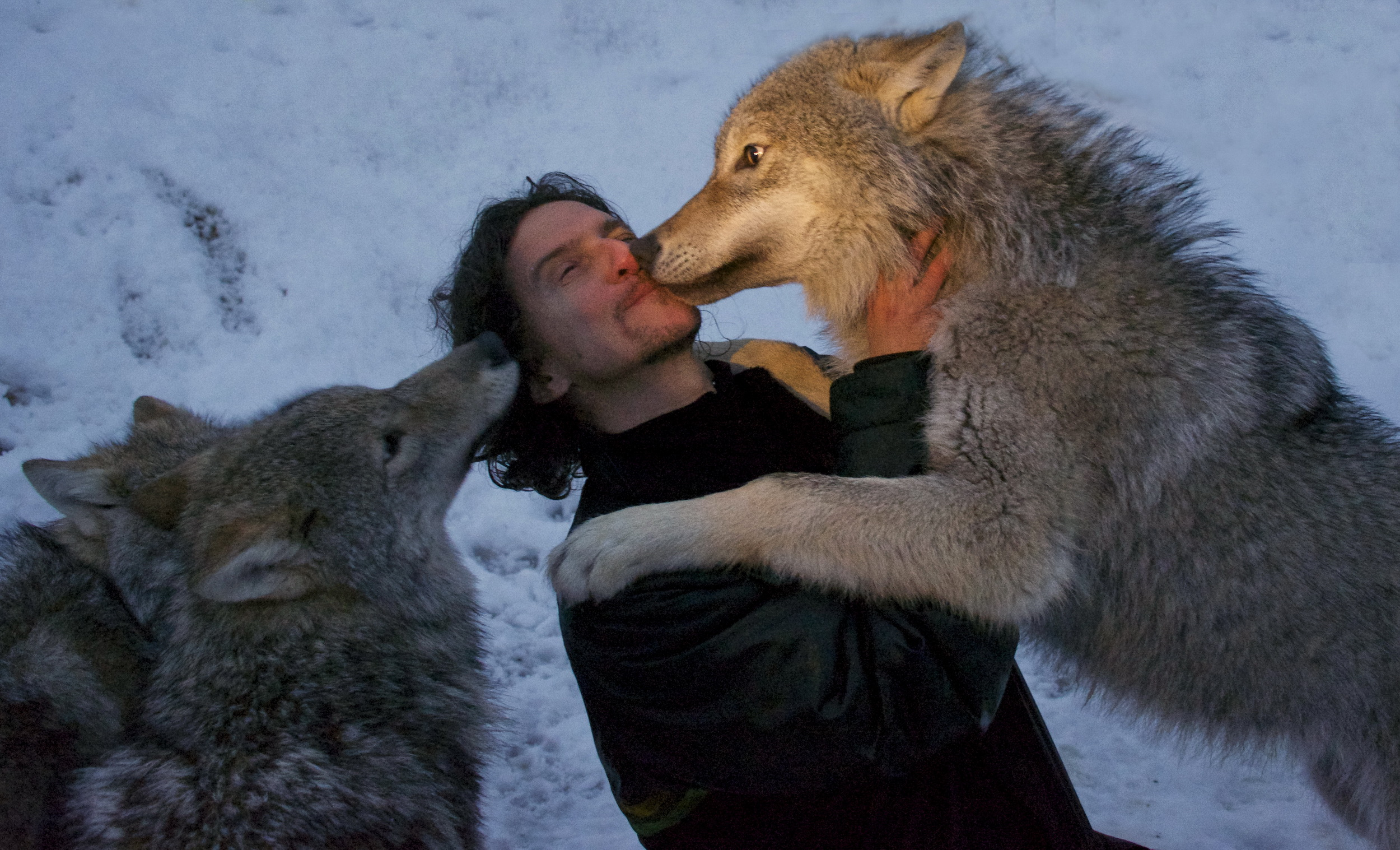
Norvegia. Un incontro con i lupi in un centro dedicato alla fauna artica

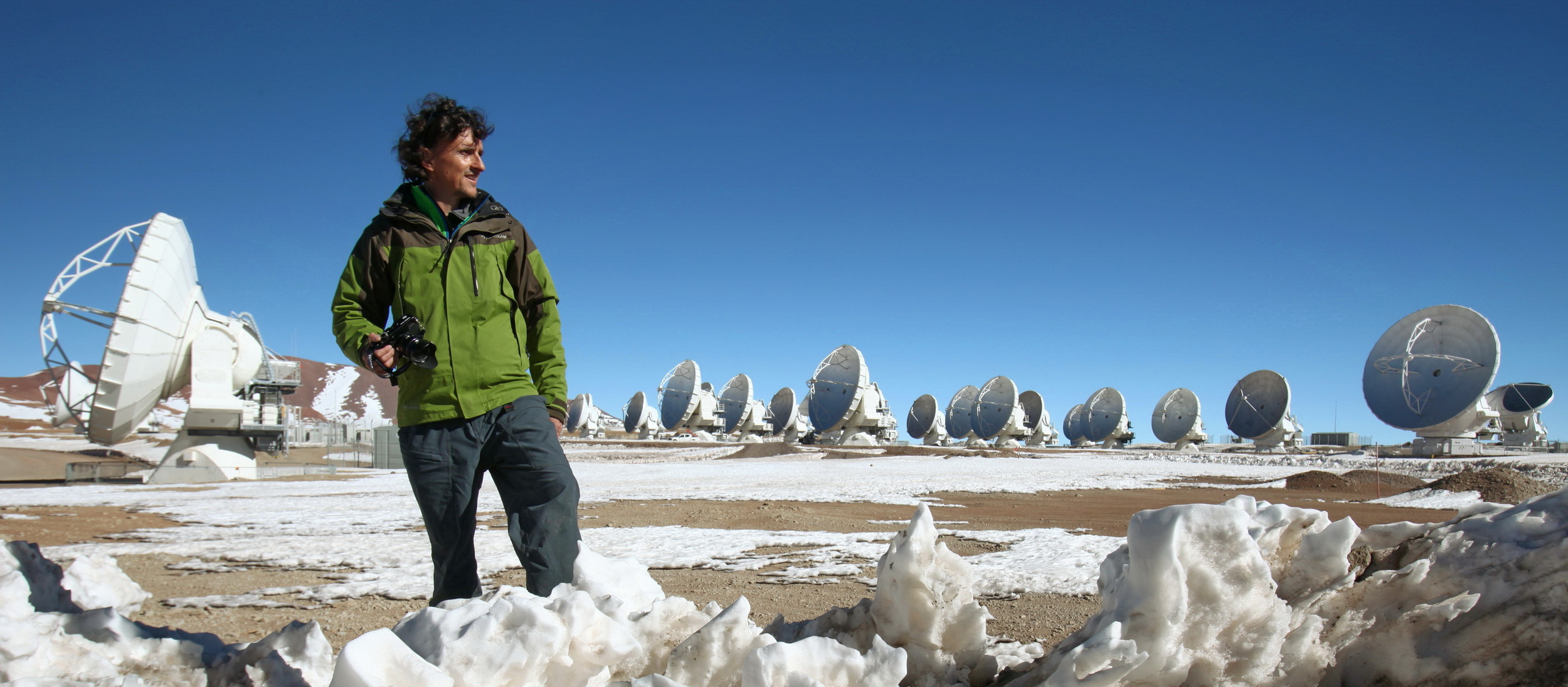
Nell'altopiano di Chajnantor, a 5.100 metri di quota, dove ha sede A.L.M.A, la più grande stazione di radiotelescopi al mondo

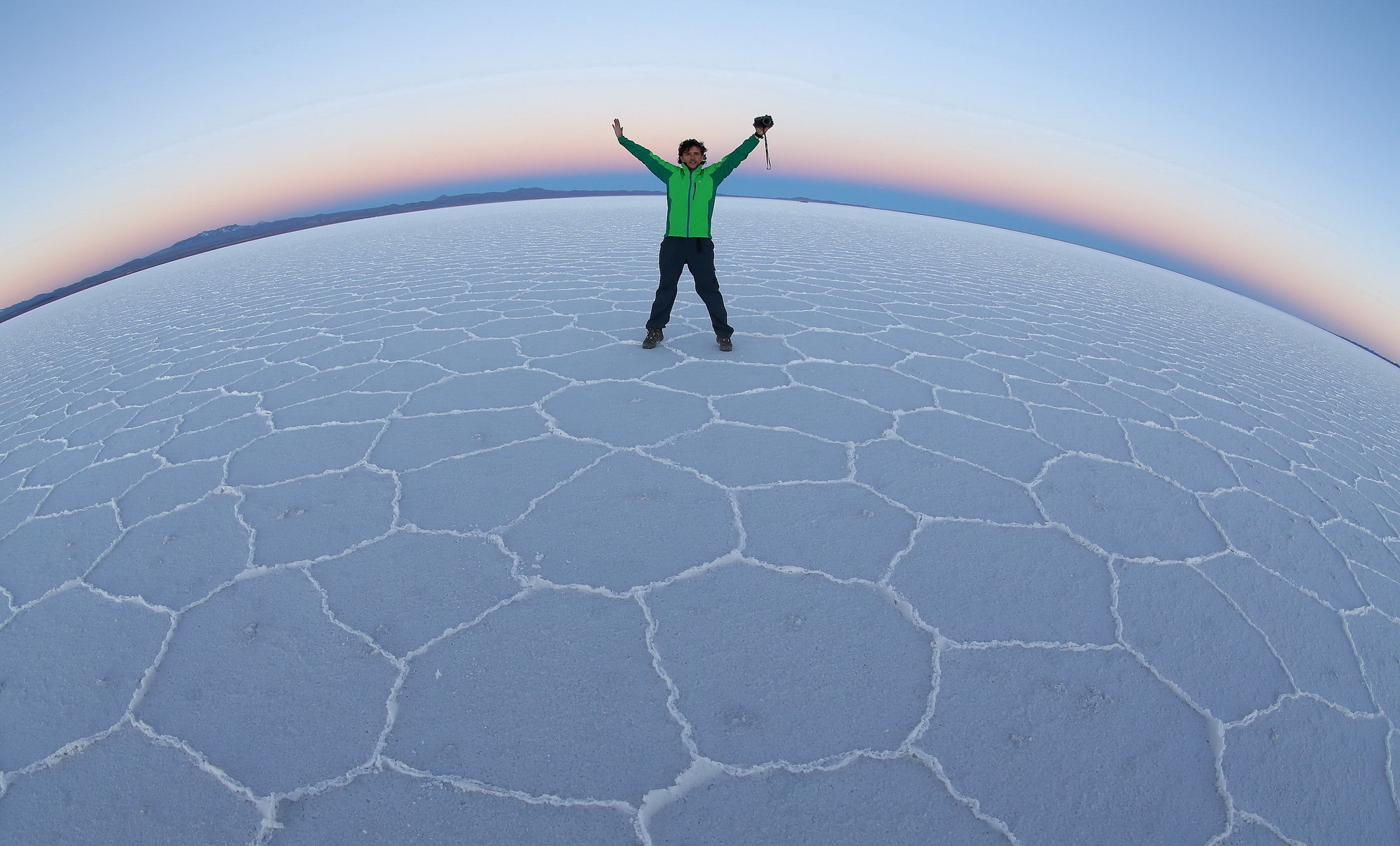
Ad Uyuni, in Bolivia, nel più grande salar del mondo a 3.650 metri di altezza.

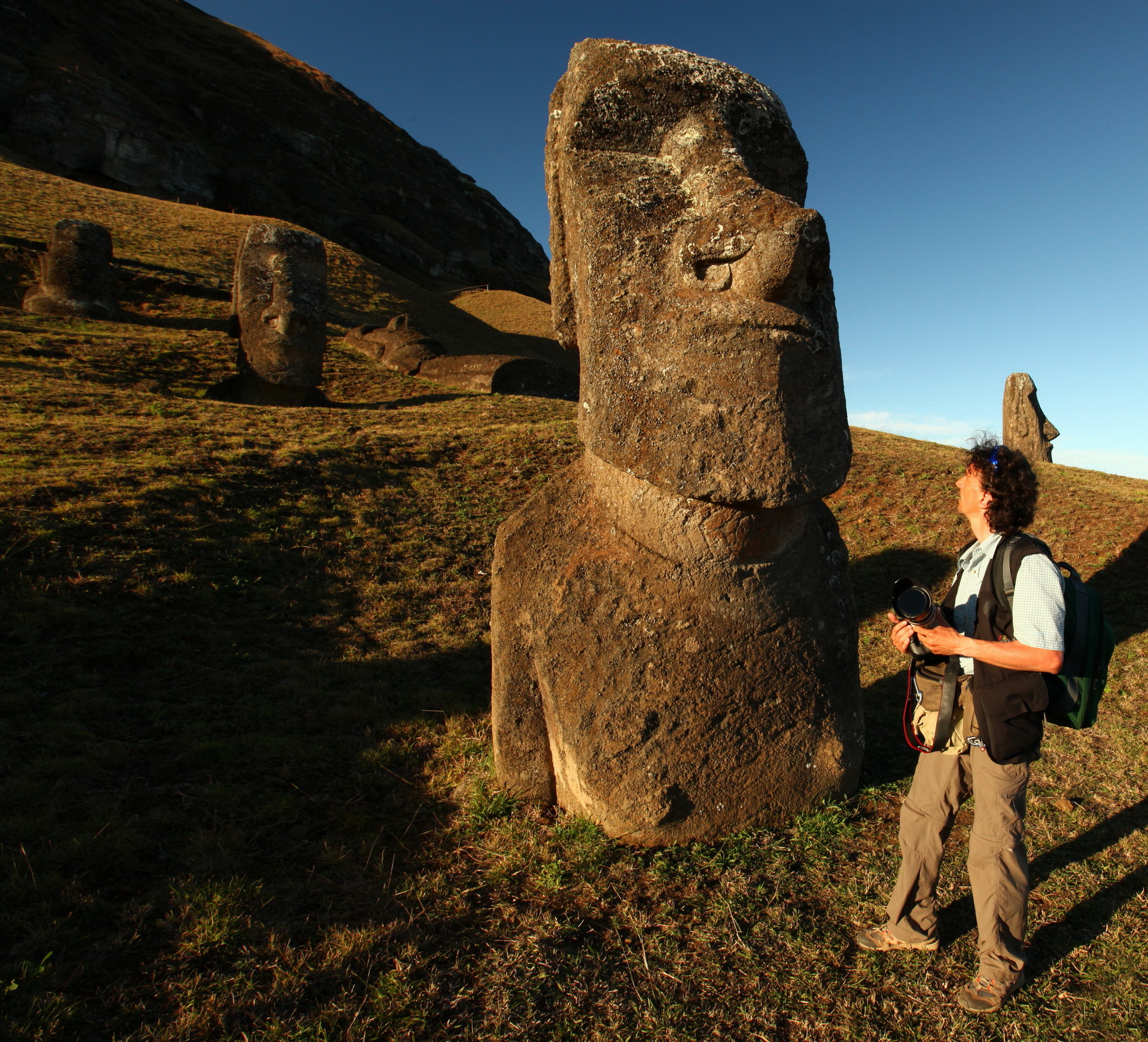
A Ranu Raraku, nell'isola di Pasqua, la "fornace" di pietra di tufo dove venivano estratti e scolpiti i Moai

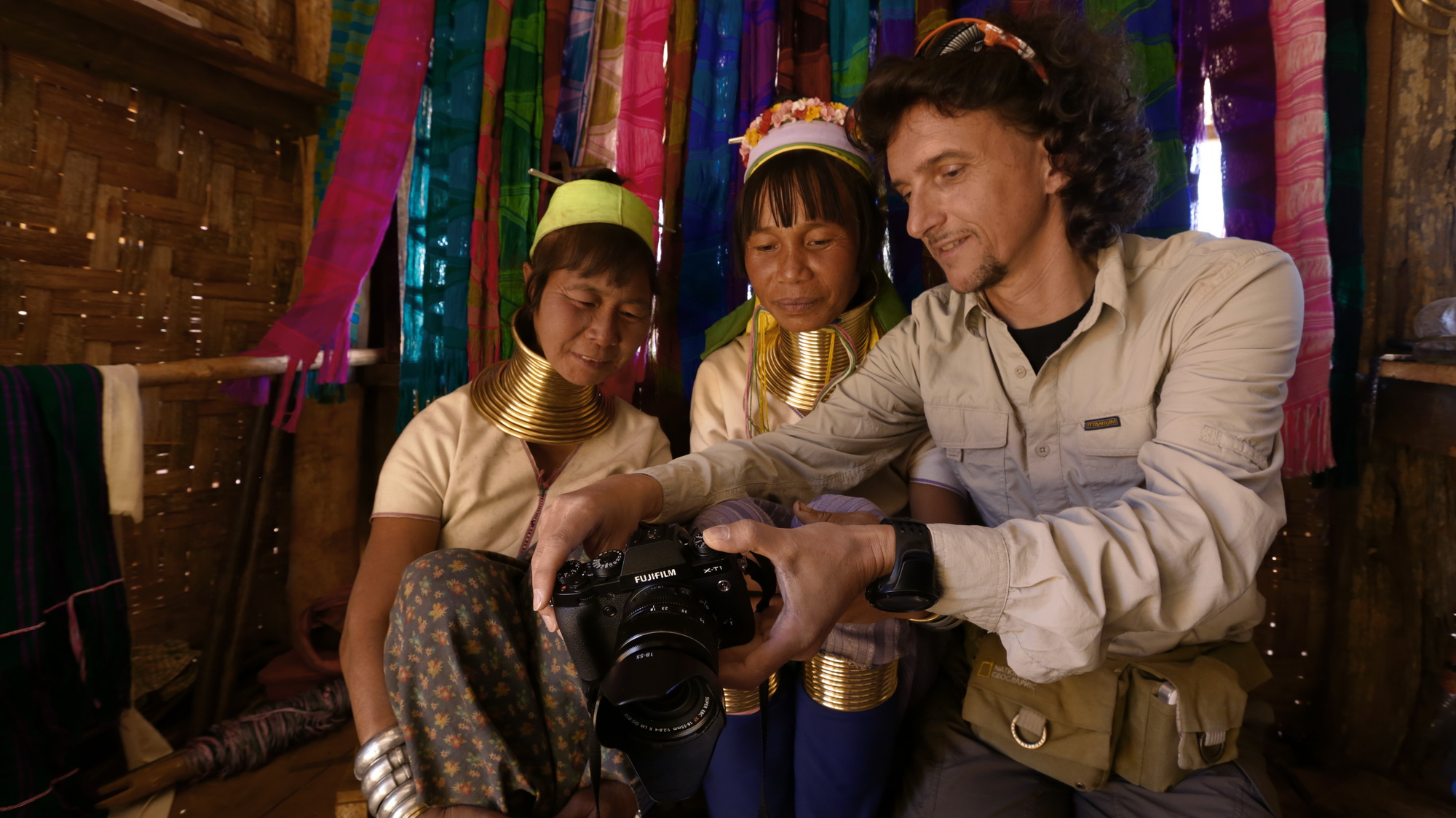
In compagnia della donne di etnia Padaung, meglio conosciute come "donne giraffa", nel villaggio Kayah in Birmania.

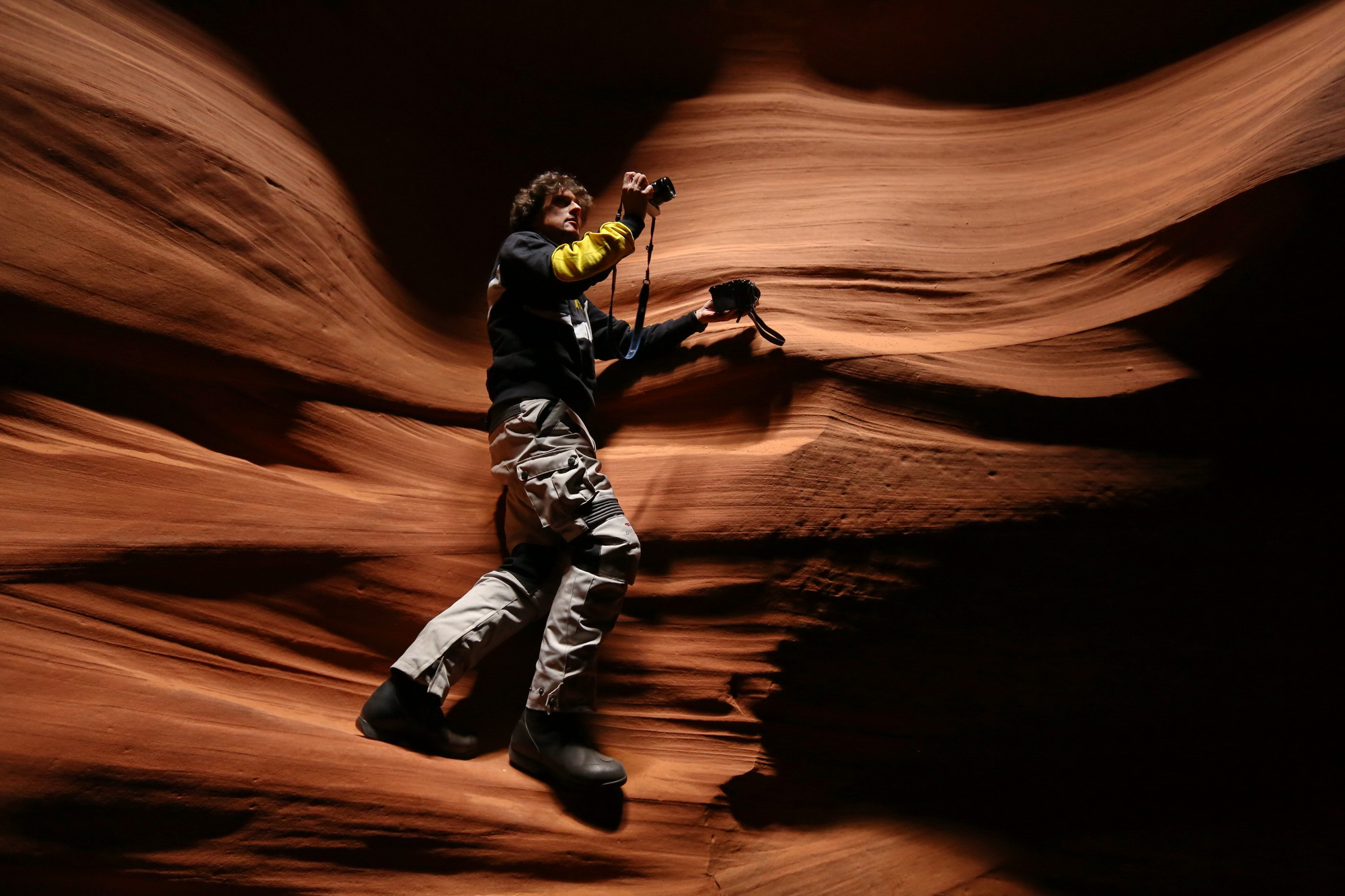
All'interno di Antelope canyon, nella terra dei Navajo, in Arizona.

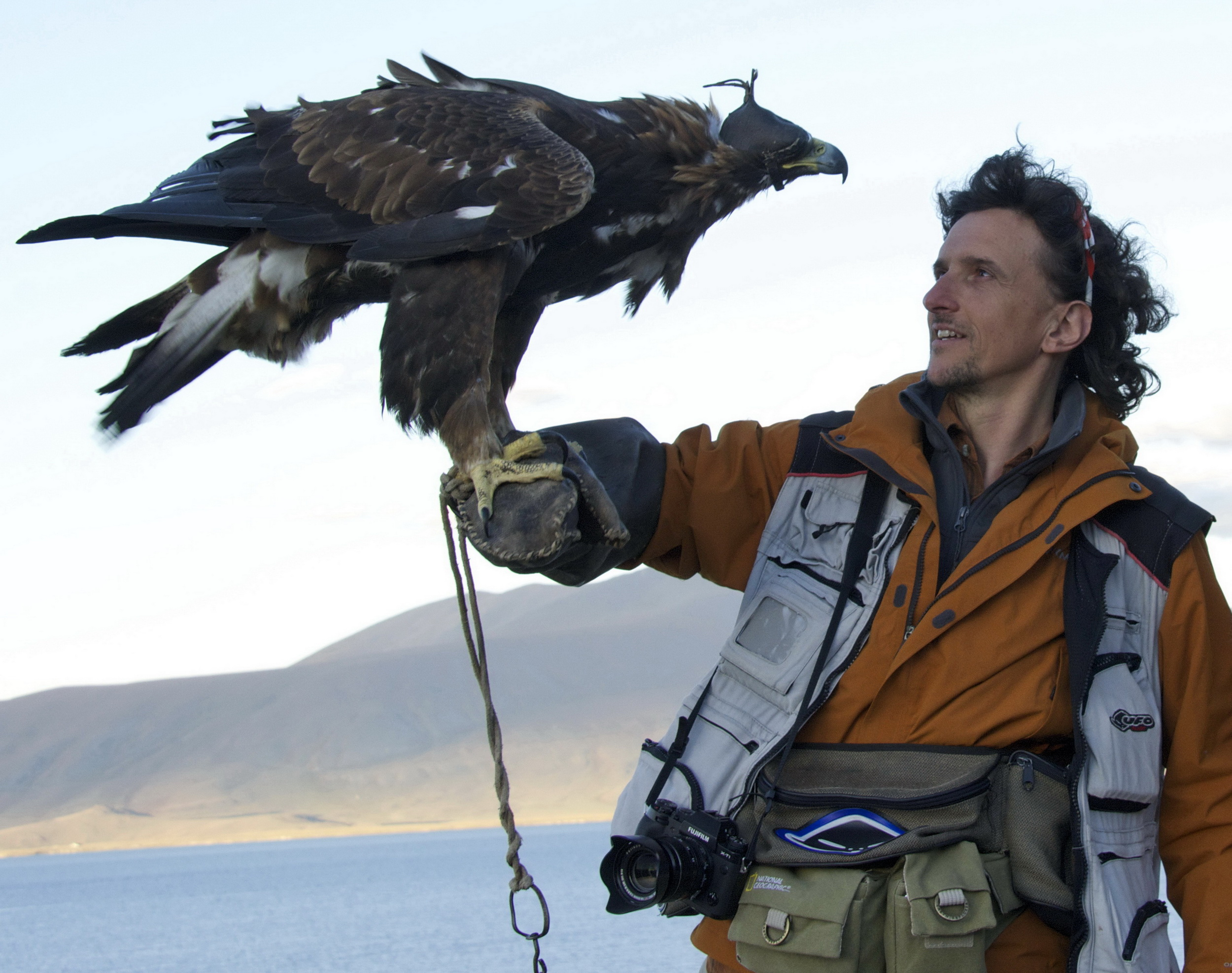
Nelle steppe della Mongolia dell'ovest a seguito degli ultimi cacciatori con le aquile

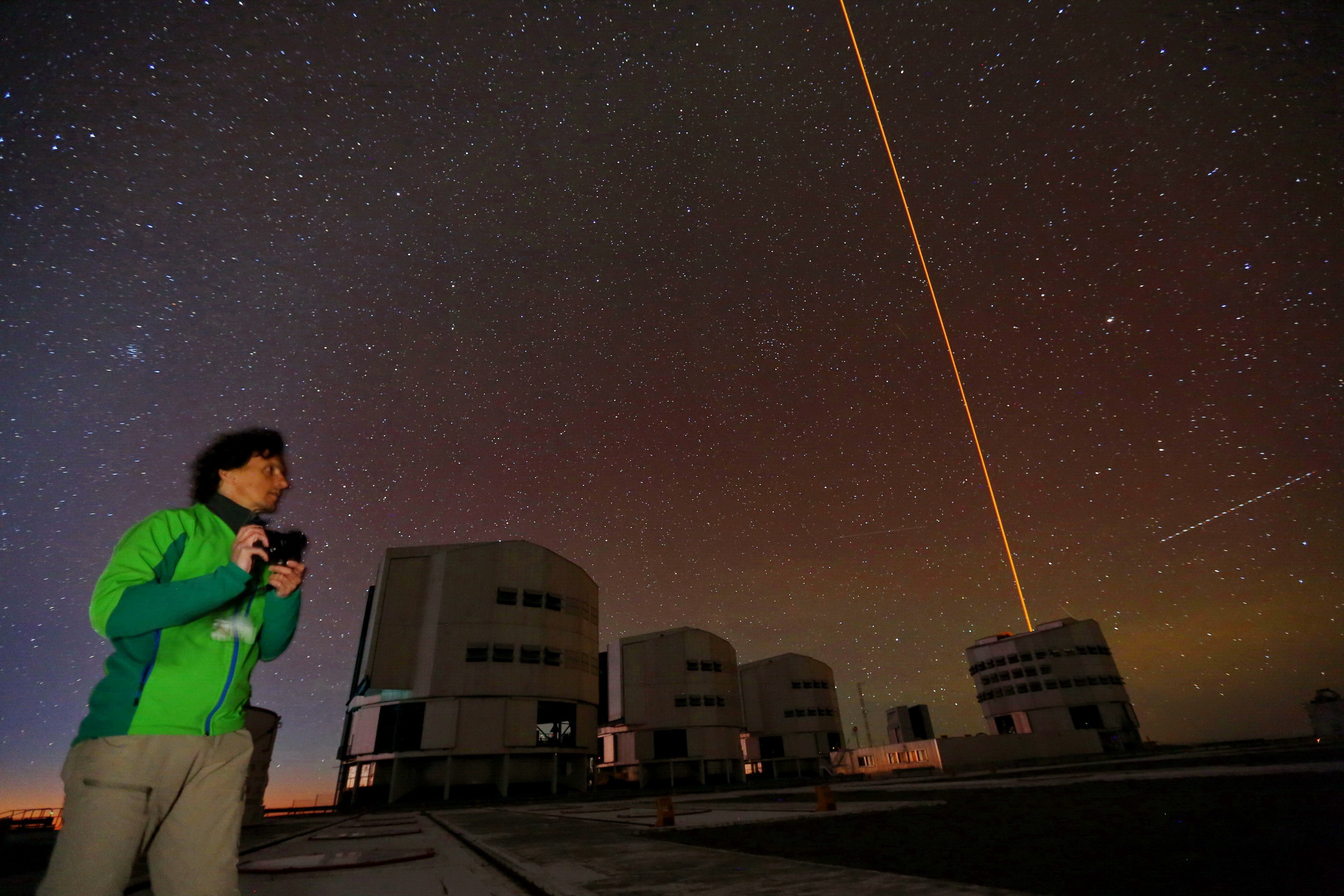
Cerro Paranal, Cile. Durante un servizio al V.L.T., i 4 giganteschi telescopi a specchio nel deserto dell'Atacama

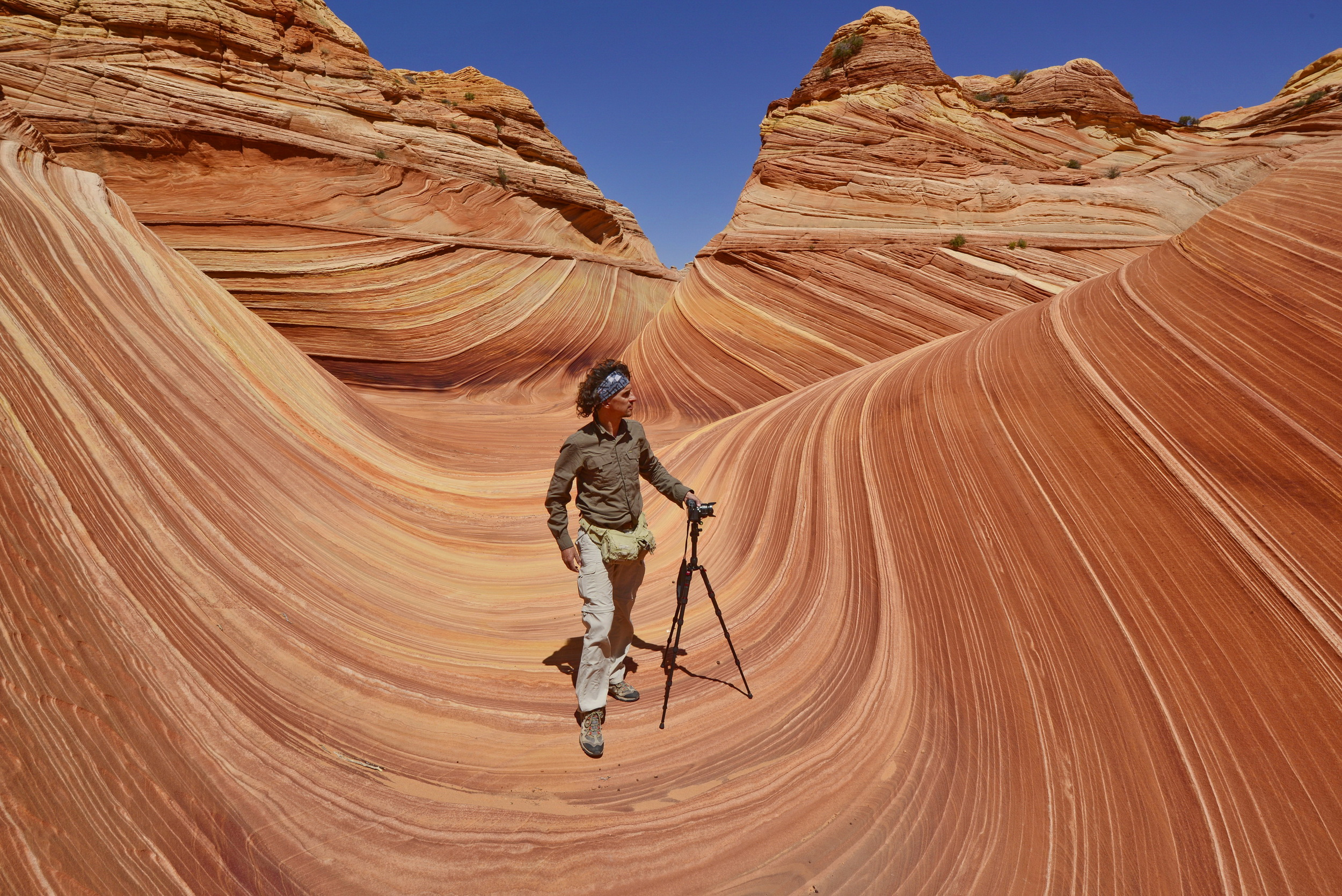
The Waves, al confine fra Arizona e Utah, fra le più caratteristiche formazioni geologiche del nostro pianeta

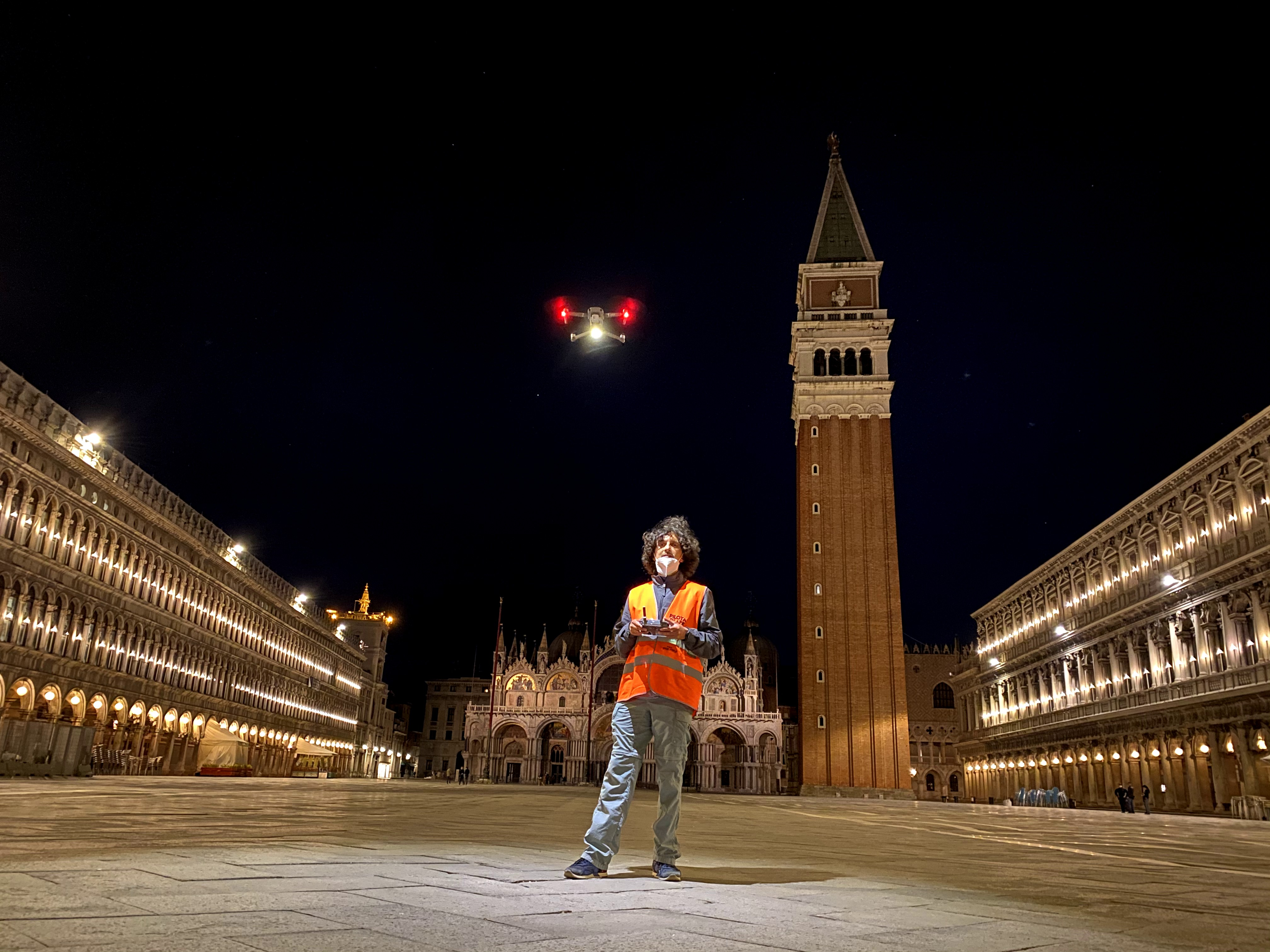
Venezia, una delle quattro città documentate da Bracali nell'aprile del 2020 in pieno lockdown per uno speciale su Rai 2

Luca Bracali (Pistoia, 12 aprile 1965) è un fotografo, regista ed esploratore italiano.

## Biografia
Luca Bracali intraprende nel 1986 la carriera di fotografo e giornalista come inviato di testate sportive per i mondiali di motocross, motogp e, in seguito, di formula 1.
Nel corso della sua carriera firma numerosi servizi su riviste di viaggi, cultura e turismo; pubblica venti volumi: Storia Illustrata di Pistoia, I colori del viaggio, SOS Pianeta Terra, A rose is a rose is a rose, Amor Maris. I miti scolpiti di Alba Gonzales, Fantasie della Terra, Myanmar. The true essence, Pianeta Terra. Un mondo da salvare, L’Italia vista da Parigi, Rapa Nui. Genesi di un restauro fra storia, leggende e misteri, India. Sulle tracce di Madre Teresa di Calcutta, Il respiro della natura 1, Il respiro della natura 2, Ghiaccio Fragile, Lockdown a Firenze. Il respiro dell’arte, Lockdown a Roma. Il sorriso della città eterna, Lockdown a Milano. Il suono del silenzio, Lockdown a Venezia. Poggiata sull'acqua, sospesa nella storia, Terra una fragile bellezza - L'obiettivo sul mondo di Luca Bracali, The charming of landscapes, the nobilty of art. Nell'arco di trentatre anni di reportage, visita ben 158 paesi.
La sua attenzione verso tematiche ambientali, quali lo scioglimento dei ghiacciai e il riscaldamento globale, è testimoniata da immagini scattate nell'Antartide e nell'Artide. Attraverso progetti fotografici collabora con ricercatori polari dell'università di Fairbanks in Alaska e della base di Barneo, punto di partenza di una eco-spedizione sugli sci al Polo Nord geografico nel 2009. Sarà tra i primi ad accedere allo Svalbard Global Seed Vault, nelle isole Svalbard. Grazie a tali missioni, documentate in più di quaranta trasmissioni radiofoniche e televisive, diventa membro dell'APECS (Associazione Giovani Scienziati Polari) e collabora successivamente con IASC (International Arctic Science Commitee).
Nel 2010 debutta come artista e le sue immagini vengono esposte a Roma, Milano, Napoli, Bologna, Sofia, Kiev, Odessa, Copenaghen, Hofn, Bruxelles, Yangon, Montréal e New York divulgando così il suo modo di concepire l'immagine: una composizione geometrica dai colori saturi dove la luce è uno degli elementi essenziali. Luca Bracali si impegna anche in campo televisivo e dopo un'esperienza di un anno come conduttore di un programma di viaggi e avventura in onda su Sky Italia, diventa regista della rubrica "Easy Driver" in onda su Rai 1 e poi seguono collaborazioni nelle rubriche “Uno Mattina”, "Il caffè di Rai Uno" e “Linea Verde”. Con Rai 2 Bracali collabora in particolare con “Tg2” e “Tg2 Storie”, ma anche con “Niagara”, “Ore 14” e “La prima cosa bella”, uno speciale dove documenta in esclusiva con il drone Firenze, Roma, Milano in lockdown”. Per la rubrica “Kilimangiaro” in onda su Rai 3, Bracali realizza dal 2017 una serie di documentari sul mondo. È autore e produttore di un progetto denominato Planet Explorer, un live-tour fotografico e video, pensato appositamente per il web che nel 2023 giunge alla sua sedicesima edizione dopo Islanda, Sud Africa, Stati Uniti, Grecia, Marocco, Norvegia, Vietnam, Irlanda, Scozia, Svizzera, Australia, Malta, Azzorre, Italia, Corsica e Danimarca. Docente di fotografia per la Lorenzo de Medici e per The Darkroom a Firenze, ha insegnato fotografia ai corsi Academy di Canon per poi diventare "ambassador" per Fujifilm. Ha conseguito quindici premi in concorsi fotografici internazionali legati alla fotografia e al reportage. È autore della copertina de L'ultima Thule, ultimo lavoro discografico di Francesco Guccini e di diciotto servizi pubblicati da National Geographic oltre che di pubblicazioni varie su New York Post, USA Today Post, Lens Culture, Fox News, PetaPixel, The Times, The Guardian, Daily Express, Daily Star, Daily Telegraph, The Sun e Visual China. La sua mostra più importante, “Arctic under attack”, è stata esposta nell’aprile 2017 nel Parlamento Europeo. Sempre nel 2017 diviene ambasciatore dell’associazione no-profit “Save the Planet”. Dal 2021 al 2023 è stato il Presidente italiano del C.I.G.V. - Club Internazionale Grandi Viaggiatori. Il Minor Planet Center di Cambridge (USA) gli intitola l'asteroide 198616 Lucabracali.

## Attività
- 1989 - Inizia la sua carriera come inviato sportivo nei mondiali di cross, velocità e formula 1
- 1990 - Compie il suo primo reportage di viaggio attraverso 11 paesi europei
- 2004 - Antartide. In rompighiaccio a Vernadsky base, centro di ricerca dove venne scoperto da Jonathan Shanklin il buco dell'ozono.
- 2008 - Arctic Sun on My Path: The True Story of America's Last Great Polar Explorer. Dal titolo di un libro dell'esploratore norvegese Willie Knutsen, prende nome il progetto di una traversata fra Canada e Alaska per documentare la migrazione degli orsi polari (Ursus maritimus), l'aurora polare e la vita degli Inuit.
- 2009 - Eco-spedizione al Polo Nord geografico. Una traversata sugli sci in autosufficienza alimentare e logistica partita da Barneo, base scientifica russa alla deriva dei ghiacci.
- 2010 - Debutto come artista nella fotografia.
- 2011 - (febbraio) Conduttore televisivo a Fuoriporta, Sky canale 237.
- 2011 - (marzo) Docente di fotografia per Canon nei corsi Academy Passion Suite.
- 2011 - (settembre) Planet Explorer - Iceland. Un live-tour per raccontare in diretta l'Islanda sul web attraverso storie, foto e video.
- 2011 - (novembre) Regista per il programma Easy Driver in onda su Rai 1.
- 2012 - (aprile) Regista di “Un giro per la vita”, il primo eco-tour prodotto da Porsche lungo le coste italiane.
- 2012 - (ottobre) Produttore e regista di Planet Explorer 2 - South Africa.
- 2012 - (novembre) Autore della copertina de L'ultima Thule, l'ultimo lavoro discografico di Francesco Guccini.
- 2013 - Produttore e regista di Planet Explorer 3 - US National Parks.
- 2014 - Produttore e regista di Planet Explorer 4 - Greece e Planet Explorer 5 - Morocco.
- 2015 - Produttore e regista di Planet Explorer 6 Norway e Planet Explorer 7 Vietnam.
- 2015-2024 - IASC (International Arctic Science Committee) photo contributor.
- 2016 - Produttore e regista di Planet Explorer 8 Ireland e Planet Explorer 9 Scotland.
- 2017 - Ambasciatore per associazione no-profit “Salviamo il Pianeta”
- 2017 - Produttore e regista di Planet Explorer 10 Switzerland e Planet Explorer 11 Australia.
- 2017 - Ciclo conferenze “Global Warming” - Università Bocconi di Milano, Museo di Storia Naturale di Milano, Università di Pisa, Concordia University, Montreal
- 2017-2019 - Direttore responsabile trimestrale “Good Style Mag”[1].
- 2017-2020 - Conduttore SIPA Contest, cerimonia di premiazione, teatro dei Rozzi, teatro dei Rinnovati, Siena
- 2018 - Ciclo conferenze “wildlife e artico” – Ospedale Meyer,     Museo di Storia Naturale Pisa
- 2019 - Produttore e regista di Planet Explorer 12 Malta e Planet Explorer 13 Azores
- 2019 - Ciclo conferenze “global warming” - Università Bocconi di Milano, Festival Meteorologia Rovereto
- 2020 - Produttore e regista di Planet Explorer 14 Italia
- 2022 - Produttore e regista di Planet Explorer 15 Corsica
- 2023 - Produttore e regista di Planet Explorer 16 Denmark

## Libri
- 2005 - Storia Illustrata di Pistoia (Edifir)
- 2006 - I colori del viaggio (Gli Ori)
- 2009 - SOS Pianeta Terra (Electa Mondadori)
- 2013 - A rose is a rose is a rose (Mondadori)
- 2014 - Amor Maris. I miti scolpiti di Alba Gonzales (Arte'm)
- 2015 - Fantasie della terra (Edizioni Zerotre)
- 2015 - Myanmar. The true essence (Edizioni Zerotre)
- 2016 - Pianeta Terra. Un mondo da salvare (Silvana Editoriale)
- 2016 - L’Italia vista da Parigi (ASUD)
- 2016 - Rapa Nui. Genesi di un restauro fra storia, leggende e misteri (Lorenzo de’ Medici Press)
- 2017 - India. Sulle tracce di Madre Teresa di Calcutta (Lorenzo de’ Medici Press)
- 2018 - Il respiro della natura 1 Un viaggio dall’Alaska allo Zambia (Silvana Editoriale)
- 2018 - Il respiro della natura 2 Romiti Vivai. La tradizione secolare del vivaio toscano nel mondo (Silvana Editoriale)
- 2020 - Ghiaccio fragile (Giunti editore)
- 2021 - Lockdown a Firenze. Il respiro dell’arte (Edizioni Zerotre)
- 2021 - Lockdown a Roma. Il sorriso della città eterna (Edizioni Zerotre)
- 2021 - Lockdown a Milano. Il suono del silenzio (Edizioni Zerotre)
- 2021 - Lockdown a Venezia. Poggiata sull’acqua, sospesa nella storia (Edizioni Zerotre)
- 2021 - Terra una fragile bellezza - L'obiettivo sul mondo di Luca Bracali (Istituto Geografico Militare Firenze)
- 2021 - The charming of landscapes, the nobilty of art (Giorgio Tesi Editore)

## Riconoscimenti
- 1999 – Cavaliere della Repubblica Somala presso la Santa Sede
- 2008 – Membro, come contributor, dell'APECS (Association Polar Early Career Scientists)
- 2012 – Ambasciatore di Camaiore nel mondo
- 2013 – Fujifilm X-Photographer
- 2014 – Il Minor Planet Center di Cambridge (USA) gli intitola il 198.616° asteroide scoperto
- 2017 – Ambasciatore dell’associazione no-profit "Salviamo il Pianeta"
- 2017 – Premio alla carriera “Pianeta azzurro” Fregene
- 2018 – Premio alla carriera “45º Premio Sulmona 2018 Arte contemporanea e cultura”
- 2019 – Premio alla carriera "Anello Verde", Finale Ligure
- 2019 – "Colibrì d’onore” come ambasciatore a vita dell’associazione ONLUS "Save the Planet"
- 2019 – “Premio alla Cultura” Fondazione Banca Alta Toscana, Pistoia
- 2020 – Premio "38ª Giornata Internazionale della Pace, Cultura e Solidarietà – Giorgio La Pira", Pistoia
- 2021 – Presidente italiano del C.I.G.V. (Club Internazionale dei Grandi Viaggiatori)
- 2022 – Premio alla carriera “Eutopica. Eccellenze da esportazione”, Pistoia
- 2022 – Premio alla carriera “Lunetta d'argento”, Pistoia
- 2024 - Premio alla carriera "Fondazione Costanza", Firenze

## Premi Fotografici
- 1995 - Fujifilm Euro Press Photo World Awards 1994 – Primo premio sezione reportage
- 2007 - Orvieto Fotografia – Primo premio, categoria reportage, con il libro "I colori del viaggio"
- 2011 - Glanzlichter – Primo premio categoria "Animal community"
- 2011 - Glanzlichter – Highlight categoria “Nature as Art”
- 2015 - SIPA Contest – Primo premio categoria "Il valore culturale dimensione uomo-cibo"
- 2015 - SIPA Contest – Menzione speciale "Il valore culturale dimensione uomo-cibo"
- 2015 - MIFA Photography Awards - Menzione speciale "Architecture-Buildings"
- 2015 - MIFA Photography Awards - Menzione speciale "People-Portrait"
- 2017 - Travel Photographer of the Year – Menzione speciale ”Earth & climate”
- 2017 - TIFA Photography Awards - Menzione speciale "Nature-Aerial"
- 2017 - TIFA Photography Awards - Menzione speciale "People-Culture"
- 2017 - TIFA Photography Awards - Menzione speciale "Nature-Aerial"
- 2017 - TIFA Photography Awards - Menzione speciale "People-Culture"
- 2018 - Life Framer – Menzione d’onore “The face of the earth”
- 2018 - TIFA Photography Awards – Silver winner categoria “Nature-Aerial”
- 2019 - PORTRAIT OF HUMANITY – Winner selected
- 2022 - EPA European Photography Awards – Platinum Winner “Nature Photography / Aerial drone

## Mostre
- 1992 - Ufficio del Turismo APT, Montecatini Terme - “Archetipi del grande nord”
- 1995 - Palazzo Arengario, Milano - “Canon Professione Fotografo”
- 2003 - BZF Vallecchi gallery, Firenze – “Le ragioni del viaggio”
- 2006 - Il Bisonte art gallery, Firenze – “Viaggi e viaggiatori”
- 2010 - Artribù art-house, Roma – “Rifrazioni”
- 2010 - Pinacoteca centrale, Fabriano – “Silenzi, colori e forme della natura”
- 2010 - Photoshow, stand Canson, Roma
- 2010 - Agora art gallery, New York – “Altered states of reality”
- 2010 - Amarillo art gallery, Reggio Emilia – “Incanti di natura”
- 2010 - Fotografia Europea010, Reggio Emilia – “Incanti di natura”
- 2010 - Norweek010, Milano – “Norway. Powered by nature”
- 2010 - Etna Photo Meeting, Catania – “Silenzi, colori e forme della natura”
- 2010 - Pianeta Azzurro, Pietrasanta – “Viaggi reali ed immaginari”
- 2010 - Accademia degli Artisti, Burgas - “The power of imagination: the third eye of the photographer and the creativity of the sculptress. Exhibition of Alba Gonzales and Luca Bracali”
- 2010 - Biblioteca Nazionale SS. Cirillo e Metodio, Sofia - “Viaggi reali ed immaginari”
- 2011 - Pinacoteca San Francesco, Montone (PG) – “1ª Biennale Internazionale”
- 2011 - Piazza Nettuno, Bologna – “Ecosistemi”
- 2011 - Hotel Roma, Bologna - "Ecosistemi"
- 2012 - National Art Academy, Kiev - “Ecosistemi”
- 2012 - Museo Etnografico Leopoli - “Ecosistemi”
- 2013 - Pinacoteca Kerch - “Ecosistemi”
- 2013 - Museo di Letteratura Odessa - “Ecosistemi”
- 2013 - Università Ecologica, Odessa - “Ecosistemi”
- 2013 - Università statale Mariupol - “Ecosistemi”
- 2014 - Palazzo Turati, Milano - "Norvegia. Il colore della luce"
- 2014 - Pianeta Azzurro, Pietrasanta - "Amor Maris. I miti scolpiti"
- 2014 - Dome of Visions, Copenaghen - "A tribute to Planet Earth"
- 2014 - Leonardo da Vinci Center, Montreal - "A tribute to Planet Earth" - "Norway. The color of light" - "A rose is a rose is a rose"
- 2014 - Italian Cultural Institute, New York - "A rose is a rose is a rose"
- 2014 - Castello Orsini, Avezzano - "Tributo al Pianeta Terra" - "Norvegia. Il colore della luce"
- 2014 - Officine Fotografiche, Roma – “X-Photographer Days Fujifilm”
- 2015 - Castel dell'Ovo, Napoli – “2015 Anno della luce" - “Tributo al pianeta terra”
- 2015 - Roseto degli Abruzzi – “2015 Anno della luce" - Tributo al pianeta terra”
- 2015 - Corigliano Calabro - "Freddo dal Sud"
- 2015 - Parco dell'Orecchiella - "Tributo al pianeta Terra"
- 2015 - Centro visite Geopark farm La Bosa di Careggine - "2015 anno della luce"
- 2015 - Casello parco Alpi Apuane di Campocatino - "A rose is a rose is a rose"
- 2015 - Pietrasanta - "A rose is a rose is a rose"
- 2015 - Castello Santa Severina, Crotone – “Prima rassegna d'arte Internazionale"
- 2015 - Palazzo Fibbioni, L'Aquila – “Le aurore polari ottava meraviglia del pianeta?"
- 2016 - Hof Cultural and Conference Center, Akureyri, Islanda – “Year of the Northern light”
- 2016 - Fondazione L. Matalon, Milano - "X-Photographer Days Fujifilm"
- 2016 - Palazzo Sozzifanti, Pistoia – “Pianeta Terra. Un mondo da salvare"
- 2016 - Centro Leonardo da Vinci, Montreal – “Pianeta Terra. Un mondo da salvare"
- 2016 - Jazz Club Torino - "Il nuovo Vietnam"
- 2016 - Ist. Duccio di Buoninsegna, Chiostro di S. Domenico, Siena – “Pianeta Terra.  Un mondo da salvare"
- 2017 - Palazzo Bastogi, Firenze - "Viaggi e viaggiatori"
- 2017 - Parlamento Europeo, Bruxelles – “Arctic under attack"
- 2017 - KZL Art – Studio & Gallery, Yangon, Birmania – “Myanmar. The true essence"
- 2017 - NAG Art Gallery, Pietrasanta – “Tributo al Pianeta”
- 2017 - Piazza Duomo, Pistoia – “Il respiro della natura”
- 2017 - Le Challanger, Montreal – “Planet Earth”
- 2018 - Museo Marino Marini, “Arctic. A melting world”
- 2018 - Ambasciata del Cile – “Rapa Nui”
- 2018 - Il Centro, Arese – “Obiettivo Natura Al Centro”
- 2018 - Factory NoLo, Milano – “Tribute a kind of green”
- 2018 - Bio Photo Festival, Budoia – “Pianeta Terra. Un mondo da salvare”
- 2021 - Galerie Marktplatz – “The charming of landscapes, the nobilty of art”
- 2021 -  Spazio Zero, Pistoia – “L’Oltre”
- 2021 - Galleria Vittorio Emanuele, Pistoia – “The charming of landscapes, the nobilty of art”
- 2022 - Fortezza del Priamar, Savona – "Ghiaccio fragile"
- 2023 - Galleria Artistikamente, Pistoia – “Birmania e Rapa Nui, mondi paralleli"
- 2024 - Galleria Artistikamente, Pistoia - "The Spirit of Asia"

## National Geographic
- National Geographic (Una cura italiana per i Moai)[2]
- National Geographic (In Artide con la bicicletta anti-orso)[3]
- National Geographic (Anima tricolore)[4]
- National Geographic (Canada, l’agonia degli orsi polari)[5]
- National Geographic (Etna, l’eruzione vista dall’alto)[6]
- National Geographic (Mongolia, la cacciatrice della steppa)[7]
- National Geographic (Budelli assediata dalle barche, Spiaggia rosa a rischio)[8]

- National Geographic (Gli uomini renna della Mongolia)[9]
- National Geographic (Groenladia, nella fabbrica degli icebergs)[10]
- National Geographic (Sorvolando l’Islanda)[11]
- National Geographic (Le letali fioriture algali della Grande barriera corallina)[12]
- National Geographic (Meraviglioso Far-West)[13]
- National Geographic (Irian Jaya, fra le tribù della valle di Baliem)[14]
- National Geographic (Irian Jaya, l’uomo che mangiava gli uomini)[15]
- National Geographic (Lofoten, sogno artico)[16]
- National Geographic (Kenya, ghepardi)[17]
- National Geographic (Svalbard)